# Curius punctatus
Curius punctatus  (лат.) — вид тропических жуков-усачей рода Curius из подсемейства Cerambycinae. Северная  Америка: Куба.

## Описание
Мелкие жуки с узким телом и длинными усами; коричневого цвета. Длина тела от 9 до 12 мм (ширина от 2,0 до 2,7 мм). От близких видов отличается более тёмной окраской изгиба бёдер. Усики сплющенные. Третий членик усиков отчётливо длиннее скапуса. Глаза грубо фацетированные. Мандибулы мелкие, заострённые.
Вид был впервые описан в 1932 году энтомологом У. С. Фишером (Fisher, W. S.) под первоначальным названием Pentomacrus punctatus Fisher, 1932.